# Аим (река)
Аим — река в Хабаровском крае, Россия, левый приток Маи. Длина реки — 110 км (общая длина от истока реки Правый Учатын — 453 км), площадь водосборного бассейна — 26500 км².
Начинается на высоте более 258 м над уровня моря слиянием рек Большой Аим и Малый Аим. Течёт преимущественно в северо-восточном направлении по гористой местности восточных отрогов Алданского нагорья. Берега высокие, участками обрывистые, встречаются осерёдки. В нижнем течении берега местами заболочены. Ширина русла колеблется от 100 до 217 м, глубина — 1-2 м, скорость течения — 0,8-0,9 м/с. Вода мутная. В верховьях ведётся золотодобыча. Впадает в реку Мая слева на высоте ниже 215 м над уровнем моря у села Аим.
Наиболее значительные притоки: Чалака (левый), Маликан (левый), Чыян (левый), Муотакан (левый), Большой Аим (правый) и Малый Аим (левый).

## Данные водного реестра
По данным государственного водного реестра России относится к Ленскому бассейновому округу, речной бассейн реки — Лена, речной подбассейн реки — Алдан, водохозяйственный участок реки — Мая от истока до в/п с. Аим.
Код объекта в государственном водном реестре — 18030600512117300029995.